# Cereza seca

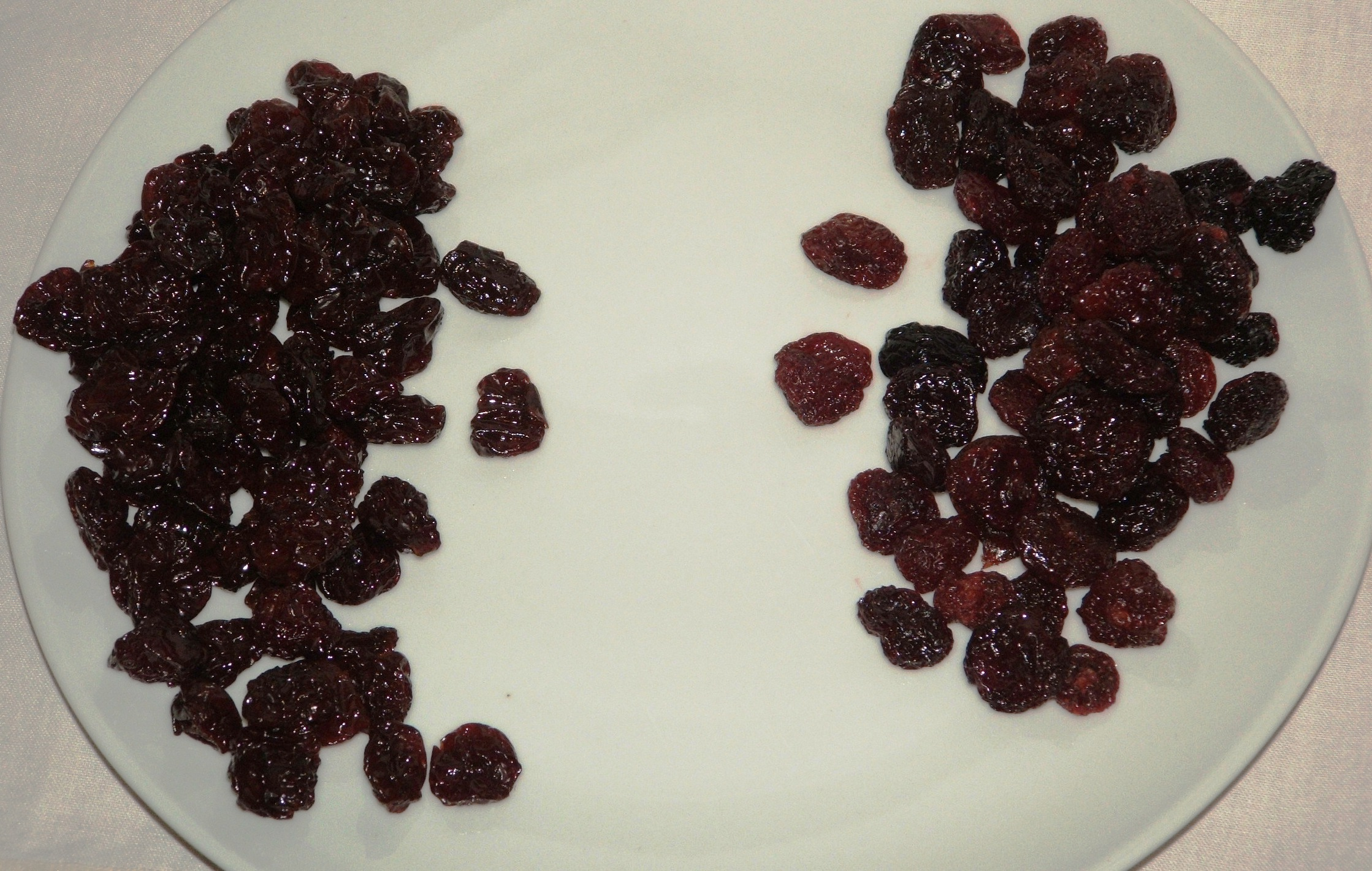
Cerezas secas. Montmorency (izquierda) y Bing (derecha).

Las cerezas secas son un tipo de fruta seca. Consisten en cerezas que se han sometido a un proceso de secado.

## Producción
Un método para producir industrialmente cerezas secas implica mojarlas primero en una solución en evolución de carbonato de sodio al 0,5–2% durante hasta veinte segundos y lavarlas entonces en agua fría, lo que provoca pequeñas grietas en la piel y acelera el proceso de secado. Otros posibles materiales para la solución de remojo incluyen oleato de etilo y alcohol oleílico; la adición de álcalis como el carbonato potásico a esta solución no ha mostrado efectos positivos en el tiempo de secado. Estos efectos ya han sido demostrados en investigaciones de los años 1940. Las cerezas secas también pueden producirse mediante liofilización o secado al aire. Tras el secado, suelen tener un contenido húmedo de cerca del 25%. Añadir dióxido de azufre puede ayudar a mejorar el color y a mantener el sabor durante largos periodos de tiempo.
Las variedades dulces recomendadas para secar incluyen Lambert, Royal Ann, Napoleon, Van y Bing; las variedades agrias recomendadas incluyen Early Richmond o Large Montmorency. Los primeros experimentos registrados intentando secar cerezas agrias Montmorency fueron realizados a finales de los años 1970 por profesores de la Universidad Estatal de Utah. Tras secar las cerezas, fueron cubiertas de azúcar y degustadas como «cerezas nevadas».

## Uso culinario
Los crow suelen usar cerezas secas molidas finas para producir pemmican.

## Valor medicinal
Ya en la antigüedad Plinio el Viejo había reconocido que las cerezas secas tenían efectos diuréticos, y las mencionó brevemente en su descripción de plantas medicinales recogida en los libros XX–XXVII de su Naturalis Historia.